# Bodensee
Bodensee là một hồ nước trên sông Rhein ở phía bắc của dãy Anpơ, và bao gồm ba bộ phận: Obersee ("hồ trên"), Untersee ("hồ dưới"), và một khúc sông Rhein, được gọi là Seerhein. 
Hồ nằm ở Đức, Áo và Thụy Sĩ gần dãy núi Anpơ. Cụ thể, bờ của nó nằm ở các bang Bayern, và Baden-Württemberg của Đức, bang Vorarlberg thuộc Áo, và bang St Gallen và Thurgau của Thụy Sĩ. Sông Rhein chảy vào nó từ phía sau biên giới Áo-Thụy Sĩ. Nó nằm ở khoảng 47°39′B 9°19′Đ / 47,65°B 9,317°Đ.

## Diện tích và chiều sâu
Diện tích hồ là khoảng 536 km², là một trong những hồ lớn nhất tại châu Âu.
Chiều sâu trung bình của hồ là khoảng 90 m, với điểm sâu nhất là khoảng 252 m.

## Đảo và bán đảo
Hồ Bodensee có nhiều đảo và bán đảo nhỏ. Đảo Mainau và Đảo Reichenau là hai đảo nổi tiếng trên hồ.
Bán đảo Höri ở phía bắc cũng là một điểm thu hút du lịch nổi tiếng.